# Concordância de São Gemil
A Concordância de São Gemil (também conhecida por Ramal de Ermesinde e por vezes confundida com o subsidiário particular Ramal do Lidador) é um troço ferroviário, em bitola ibérica, com uma extensão de 3,812 km, situado a norte da cidade do Porto, em Portugal. Sai da estação de Ermesinde, onde entroncam a Linha do Minho e a Linha do Douro, em direcção à Estação Ferroviária de São Gemil da Linha de Leixões, possibilitando a ligação directa do Porto de Leixões às linhas do Minho e Douro.

## História
Este troço ferroviário foi inaugurado em 18 de Setembro de 1938, não tendo qualquer obra de arte no seu percurso. Nos finais da década de 1990 sofreu grandes renovações, tendo sido inaugurada a sua electrificação em Junho de 2000.

## Exploração comercial
A Concordância de São Gemil é usada para transportes de mercadorias para (e de) o Porto de Leixões, sendo explorado por diferentes empresas ferroviárias de mercadorias, principalmente a CP Carga.
Com o regresso do serviço de passageiros à Linha de Leixões, em Setembro de 2009, a Concordância de São Gemil foi usada pela CP Porto no serviço de passageiros Ermesinde - São Gemil - Leça do Balio, até à sua extinção no início de 2011. A reposição, em 2025, do serviço de passageiros na Linha de Leixões não afeta porém a Concordância de São Gemil, já que o novo serviço circula entre São Gemil e Contumil, em direção a Campanhã e Ovar, e não em direção a Ermesinde como na operação de 2009-2011.